# Kéniéba (Kreis)

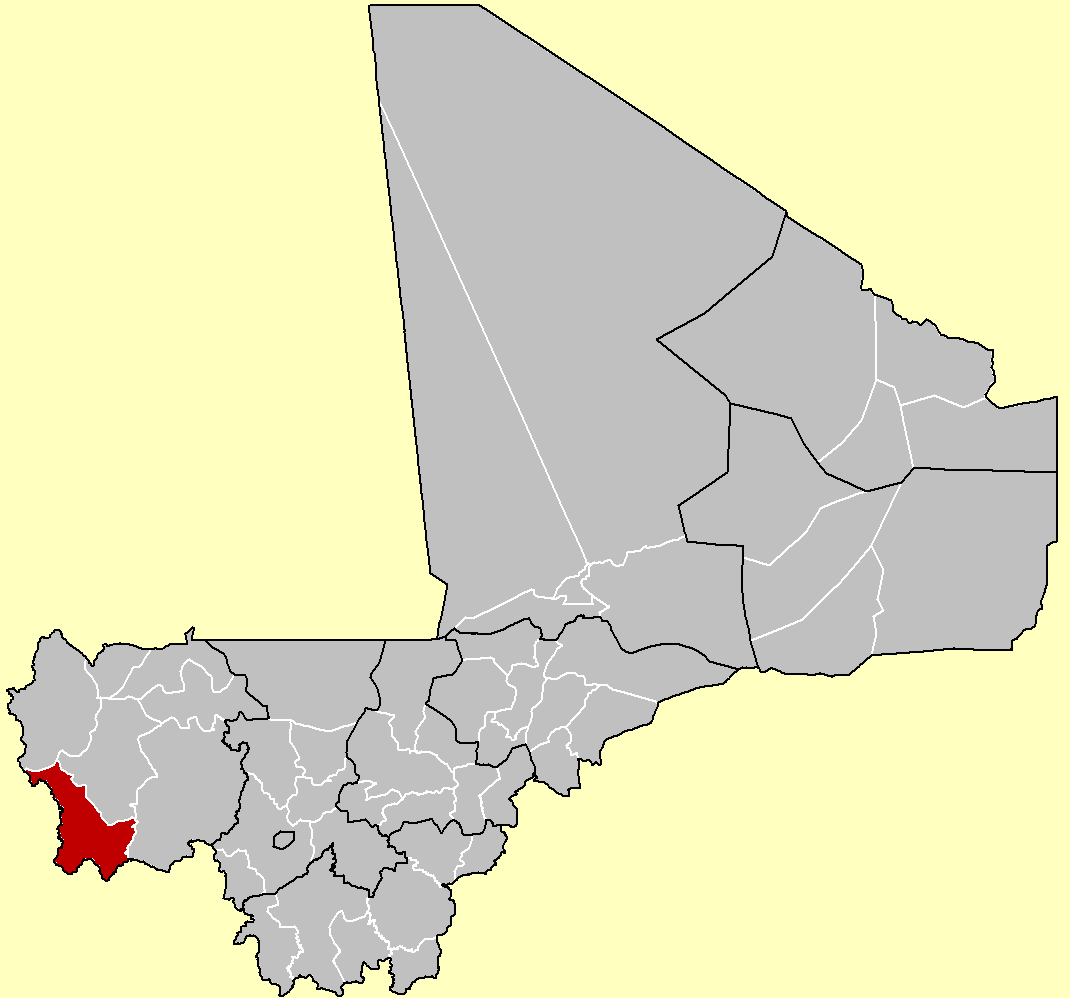
Kreis Kéniéba

Kéniéba ist der Name eines Kreises (franz. cercle de Kéniéba) in der Region Kayes in Mali. Er liegt im Südwesten der Region am Dreiländereck mit Senegal (Region Kédougou) und Guinea und ist einer der entlegensten Kreise Malis.
Der Kreis teilt sich in 12 Gemeinden: Kéniéba (Hauptort), Baye, Dabia, Diafalara, Dombia, Faléa, Faraba, Guénégoré, Kassama, Kouroukoto, Sagalo, Sitakili.
Die Einwohnerzahl betrug beim Zensus 2009 194.153 Einwohner.
Die Erschließung des Kreises Kéniéba für den Fernverkehr begann mit dem Bau der Nationalstraße N24, die auf einer Strecke von 150 Kilometer vier Gemeinden durchquert: Kourokoto, Genegoré, Dabia und Kéniéba. Diese sogenannte Korridorstraße Bamako-Kita-Kéniéba-Saraya-Kédougou-Tambacounda spielt eine sehr wichtige Rolle im Personenverkehr und Gütertransport. Daraufhin erlebte der Kreis wegen des hier ausgebrochenen Goldrausches von 2010 bis 2013 einen spektakulären Zustrom von Menschen aus anderen Regionen Malis und aus Westafrika.